# کله‌شق (فیلم)
کله‌شق (هلندی: Rundskop) فیلمی بلژیکی در سبک درام است که در سال ۲۰۱۱ منتشر شد. از بازیگران آن می‌توان به ماتیاس خونارتس اشاره کرد.